# Arborophila rufipectus
La arborófila de Sichuán (Arborophila rufipectus) es una especie de ave galliforme en la familia Phasianidae que habita en China. Su hábitat natural son los bosques templados montañosos.
Se considera una especie vulnerable por pérdida de hábitat.

## Hábitat
Trabajos recientes sobre esta especie realizados en la reserva natural de Laojunshan, han permitido establecer que la especie vive en bosques planifolios secundarios, pero no habita en los asentamientos humanos, plantaciones de coníferas o explotaciones agrícolas. Este estudio también ha determinado que en la reserva por lo general las aves viven en elevaciones entre los 1400 y 1800 m.s.n.m, y principalmente en terrenos de pendientes suaves cerca de cursos de agua. 
La arborófila de Sichuán se encuentra en la zona sur de la provincia de Sichuan, y el suroeste de China. Prefiere bosques planifolios primarios o secundarios adultos. No es propia de bosques donde exista actividad humana en sus cercanías, prefiriendo frondas densas con sotobosque abierto.